# Anterivo
Anterivo, németül: Altrei, település Olaszországban, Bolzano autonóm megyében. Lakosainak száma 393 fő (2023. január 1.). Anterivo Capriana, Castello–Molina di Fiemme, Trodena, Valfloriana és Ville di Fiemme községekkel határos.

## Népesség
A település népességének változása:
| Lakosok száma | 390  | 395  | 396  | 395  | 393  |
|               | 2008 | 2015 | 2017 | 2018 | 2023 |